# 増井太郎
増井 太郎（ますい たろう、6月26日生）は、日本の男性俳優、声優。北海道出身。リベルタ所属。

## 出演作品

### 吹き替え
- エレメンタリー ホームズ&ワトソン in NY
- グッドラック・チャーリー（ボブ/ロバート・ダンカン）
- グッラック・チャーリー/ザ・ムービー（ボブ）
- ザ・メタ・シークレット（メル・ギル博士）
- 天才犬ピーボ博士のタイムトラベル
- 爆音家族
- ラッシュ/プライドと友情（日本・場内実況）
- レバレッジ 〜詐欺師たちの流儀2
- レバレッジ 〜詐欺師たちの流儀3
- STAR FLYER MAN

### CM
- パナソニック 電話
- 久光製薬 サロンパス
- アリコジャパン
- PS2 ぼくのなつやすみ2
- コーセー化粧品 ラブラス
- みずほ銀行 宝くじ
- 共栄火災
- 大一商会 パチンコ忍者ハットリ君
- キリンビール のどごし生

### ナレーション
- NTT東日本
- ソニー生命保険
- 退職者の再雇用面接の基本マナー

### VOICE
TV-CM
- JOMO CI
- カネボウ ラファイエ
- セブン銀行
- DHC
- JDL
- アサヒビール フルーツブルワリー
- ミツカン しゃぶしゃぶのタレ
- ジャスコ
- ファイザー製薬 アネトンアイ
- ドクターシーラボ
- ガリバー
- ニトリ
- 山田養蜂場
- 東京都トラック協会

ラジオ-CM
- スズキ エスクード
- JOMO
- 三菱自動車 ディオン
- ユニチャーム
- アサヒ飲料 ワンダ
- アサヒ黒生
- コスモ石油
- トヨタ TSキュービック
- au by KDDI
- JAL
- UR賃貸住宅
- ヤマハ音楽教室
- 能美防災
- 不二家 カントリーマアム

WEB
- 西川産業
- セガ
- PHP
- サントリー
- マツダ カーナビ
- キヤノン

### その他
- 携帯配信用「昭和ダイナマイト」（出演）
- モンスター 第9話（2024年12月9日、関西テレビ・フジテレビ系） - 記者 役[1]
- 特捜9 final season 第2話（2025年4月16日、テレビ朝日） - 管理人 役[2]